# کورماسانا

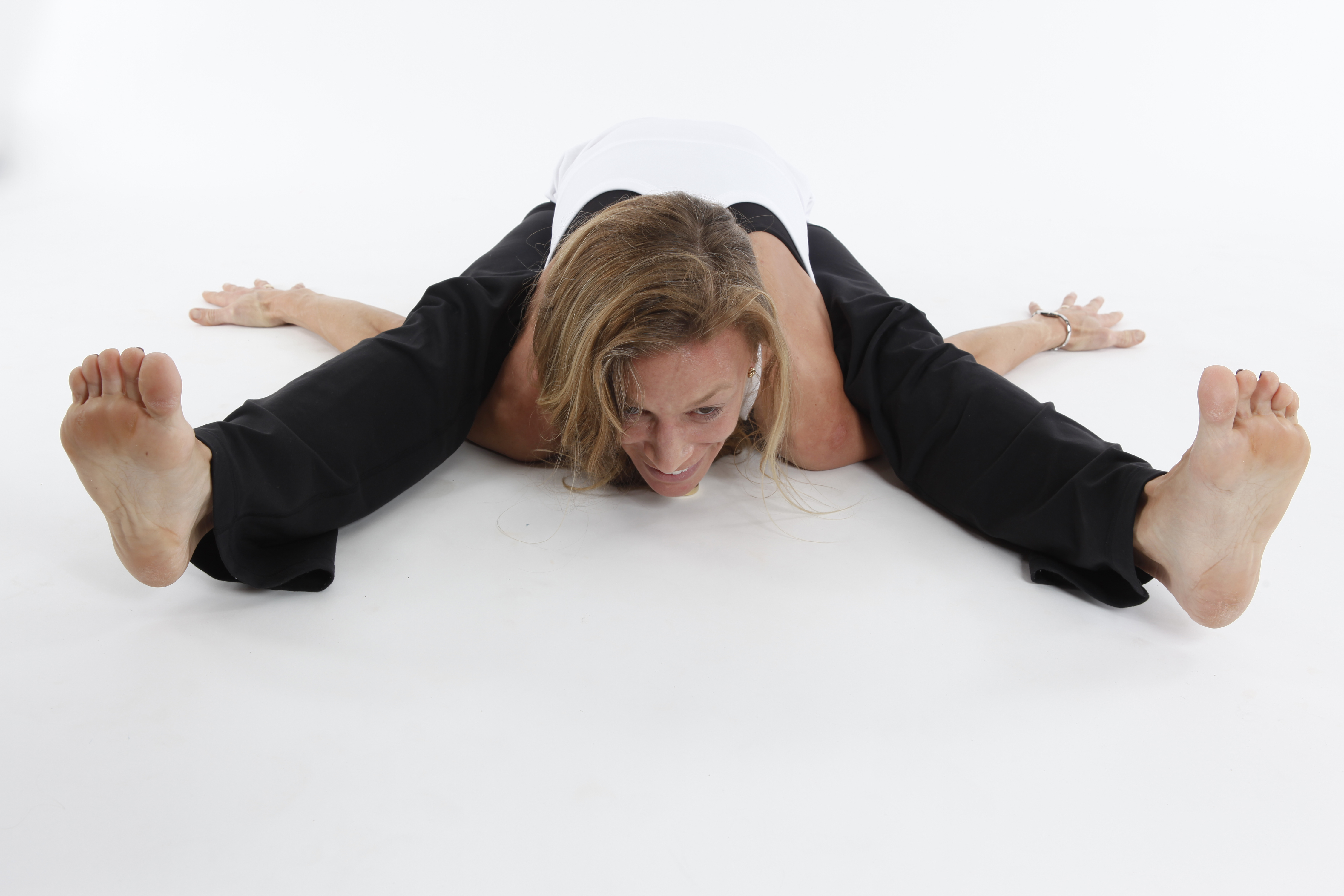
وضعیت لاک پشت، کورماسانا

کورماسانا (سانسکریت: कूर्मासन ; IAST: kūrmāsana)، وضعیت لاک پشت،  یا حالت لاک پشت  یک آسانا نشسته خم شده به جلو در هاتا یوگا و یوگای مدرن به عنوان ورزش است.

## ریشه‌شناسی
این نام از سانسکریت कूर्म Kūrma، " لاک پشت و आसन Āsana، حالت نشسته، گرفته شده‌است. در قدیم «اوتان کورماسانا» نامیده شده‌است.

## شرح
در وضعیت لاک پشت نشسته، دو دست به شانه‌ها متصل می‌شود.
برای حالت کورماسانا، پاها تا حد امکان از هم باز، زانوها کمی خم می‌شوند و پاشنه‌ها را در تماس با زمین نگه می‌دارند. بدن از باسن به جلو خم می‌شود و دست‌ها زیر زانو می‌لغزند. بدن به جلو خم می‌شود (در لگن خم می‌شود) تا به دست‌ها و بازوها اجازه دهد به طرفین و عقب (زیر زانوها) بلغزند تا زمانی که آرنج‌ها نزدیک پشت زانوها قرار گیرند. پاشنه‌ها به سمت جلو هل داده می‌شوند و پاها تا حد امکان صاف می‌شوند. پیشانی یا چانه زمین را لمس کند. بازوها در اطراف قرار می‌گیرند تا دست‌ها زیر باسن به هم متصل شوند.  